# Cantón de Alvarado
Cantón de Alvarado är en kanton i Costa Rica.   Den ligger i provinsen Cartago, i den centrala delen av landet, 30 km öster om huvudstaden San José.